# Viladecavalls
Viladecavalls est une commune de la province de Barcelone, en Catalogne, en Espagne, de la comarque du Vallès Occidental.